# Parafia św. Jakuba Apostoła w Częstochowie
Parafia Świętego Jakuba Apostoła w Częstochowie – rzymskokatolicka parafia, położona w dekanacie Częstochowa – św. Zygmunta, archidiecezji częstochowskiej w Polsce, erygowana w 1937 roku.

## Kościoły i kaplice
W parafii znajdują się:
- św. Jakuba w Częstochowie
- Kaplica pw. Podwyższenia Krzyża Świętego w Domu Arcybiskupa Metropolity
- Kaplica pw. NMP Królowej Polski w Kurii Metropolitalnej